# Il compagno segreto
Il compagno segreto (The Secret Sharer) è un racconto di Joseph Conrad scritto nel 1909 e pubblicato per la prima volta nel 1910 sull'Harper's Magazine, nelle edizioni di agosto e settembre. Fu incluso poi nella raccolta di racconti Twixt Land and Sea Tales nel 1912, insieme a "Un briciolo di fortuna" e "Freya delle sette isole".
La storia fu adattata per un segmento del film Face to Face del 1952, e anche per l'opera teatrale in un atto nel 1969, di C. R. (Chuck) Wobbe. Il film Secret Shearer, ispirato al testo e diretto da Peter Fudakowski, è uscito nel Regno Unito nel 2014.

## Trama
Un bastimento con un giovane capitano, al comando da appena 15 giorni, dà fonda nella baia di Meinam, nei pressi di Paknam (Thailandia dell'Est). Egli conosce appena i due ufficiali di bordo, il cambusiere e l'equipaggio, con i quali ha un rapporto di diffidenza. Il veliero è diretto in patria e sosta per rifornimenti.
Al largo, in una rada si trova la Sephora, un'imbarcazione di Liverpool con un carico di carbone a bordo, in attesa del rimorchiatore che deve trainarla lungo un fiume nelle vicinanza per poi poter scaricare la merce.
Di notte, con un mare liscio come l'olio e un cielo stellato, il capitano, contrariamente alle disposizioni usuali, decide di essere di guardia sul ponte fino al mattino, immerso nelle sue riflessioni e pensieri, congedando gli ufficiali e i marinai nelle loro cuccette.
Improvvisamente un naufrago, o meglio un uomo in acqua, si avvicina alla nave aggrappandosi ad una scaletta lasciata inavvertitamente dai marinai fuori bordo. Si tratta di Leggatt, un giovane della stessa età e corporatura del capitano, fuggito dalla Sephora dove era detenuto da ormai vari giorni in una cabina chiusa a chiave per aver commesso involontariamente un omicidio (un marinaio poco di buono, scansafatiche e prepotente) durante una tempesta che aveva investito l'imbarcazione.
Il capitano, convinto della buona fede e dell'innocenza dell'uomo, lo nasconde nella sua cabina personale, mettendo così a repentaglio la sua stessa reputazione e carriera. 
Trascorrono i giorni e il capitano riesce, con non poca fatica e apprensione, a tenere celato al resto dell'equipaggio il suo compagno segreto, il quale, nell'inconscio del capitano, finisce per divenire il suo alter ego, il suo duplicato, sosia fisico e morale; la parte oscura della propria anima.
Il capitano della Sephora, Archbold, si reca in visita a bordo sospettando che il suo ricercato vi abbia trovato rifugio, dato che le ricerche effettuate nella zona avevano dato esito negativo. Il capitano, facendogli visitare la nave, cerca di convincerlo della possibilità che questo possa essere affogato. 
Ormai la nave deve ripartire e la situazione a bordo sembra divenire insostenibile, finché è lo stesso Leggart, calmo e tranquillo, a offrire al capitano, ormai con i nervi scossi e in preda all'agitazione, la soluzione: filare in acqua, non visto, mentre il veliero si avvicinerà di notte alla costa di Koh-ring (Cocincina).
Il capitano, mettendo a repentaglio la sicurezza della nave, di fronte ai marinai esterrefatti, dirige la nave verso la costa, doppiando il promontorio meridionale della scura montagna per: "trovare qualche regolare brezza di terra che spinga il veliero più veloce".
Leggatt riesce a fuggire non visto e il capitano con un'ardua virata allontana il veliero da quell: "immensa massa nera che incombeva sulle cime dei nostri alberi".

## Il finale
Al lettore resta la libertà di interpretare il finale del racconto: si salverà Leggat o sarà destinato a morire? Il capitano ha comunque ritenuto di offrirgli un'ultima chance ed egli stesso, che all'inizio non disponeva della necessaria esperienza nel manovrare una nave sconosciuta e doveva risolvere e vincere le proprie insicurezze e incomprensioni con l'equipaggio, acquisterà la fiducia in sé stesso, divenendo consapevole della propria forza e dei propri mezzi.

## Edizioni italiane
- Il coinquilino segreto, episodio della costa, in Racconti di mare e di costa, trad. di Piero Jahier, Collana Universale n.65, Einaudi, Torino, 1946; con introduzione di Ottavio Cecchi, Mondadori, Milano, 1971; Bompiani, Milano 1981; con introduzione di Cesare Pavese e postfazione di Renato Oliva, Einaudi, Torino, 2001.
- Il clandestino, trad. di Luigi Ballerini, Collana I Libri del Sabato n.59, Casini, Roma 1967; Collana I classici della narrativa, Curcio, Roma 1977.
- Il compagno segreto, trad. di Pietro De Logu, introduzione di Andrea Zanzotto, a cura di Francesco Giacobelli, Collana BUR, Rizzoli, Milano, 1975; Passigli, Firenze 1986.
- Il compagno segreto, trad. di Flaminio Di Biagi, Grafica editoriale, Bologna 1994; Roma, Newton.
- Il compagno segreto, trad. di Marilia Ciampi Righetti, Collana I libri da leggere, Einaudi Scuola, 1995; Edizioni Scolastiche, Bruno Mondadori, Milano, 2000.
- Il compagno segreto, trad. di Dacia Maraini, BUR, Milano, 1996.
- Il compagno segreto, trad. di Marialuisa Bignami, Collana Letteratura Universale. Elsinore, Marsilio, Venezia, 2007.
- in Fra terra e mare, trad. di Daniel Russo, Collana Letture n.70, Torino, Einaudi, 2016.